# تضاد (آمار)
در آمار، و به ویژه در آنالیز واریانس و رگرسیون‌ خطی، تضاد (انگلیسی: Contrast)، یک ترکیب خطی از متغیرها (پارامترها یا آماره‌ها) است که ضرایب آن به صفر جمع می‌شوند و این امکان را فراهم می‌آورد که مقایسه‌ای بین درمان‌های مختلف انجام شود. این مفهوم به محققان کمک می‌کند تا اثرات متفاوت را بررسی کرده و تفاوت‌های معناداری را شناسایی کنند.

## تعاریف
فرض کنید {\displaystyle \theta _{1},\ldots ,\theta _{t}} مجموعه‌ای متغیرها، پارامترها یا آماره‌ها باشند و {\displaystyle a_{1},\ldots ,a_{t}} ثابت‌های مشخص باشند. کمیت {\displaystyle \sum _{i=1}^{t}a_{i}\theta _{i}} یک ترکیب خطی است. این کمیت تضاد نامیده می‌شود اگر: {\displaystyle \sum _{i=1}^{t}a_{i}=0}. علاوه‌بر این دو تضاد {\displaystyle \sum _{i=1}^{t}a_{i}\theta _{i}} و {\displaystyle \sum _{i=1}^{t}b_{i}\theta _{i}} متعامداند اگر {\displaystyle \sum _{i=1}^{t}a_{i}b_{i}=0}.